# بن پتی
بن پتی (انگلیسی: Ben Petty؛ زادهٔ ۲۲ مارس ۱۹۷۷) بازیکن فوتبال اهل بریتانیا است.
از باشگاه‌هایی که در آن بازی کرده‌است می‌توان به باشگاه فوتبال استوک سیتی، باشگاه فوتبال برتون آلبیون، باشگاه فوتبال هال سیتی، باشگاه فوتبال استون ویلا، باشگاه فوتبال ردیچ یونایتد، و باشگاه فوتبال استافورد رانجرز اشاره کرد.